# 矢木亮太郎
矢木 亮太郎（やぎ りょうたろう、1871年11月24日〈明治4年10月12日〉 - 1948年〈昭和23年〉8月3日）は、大日本帝国陸軍軍人。最終階級は陸軍少将。位階および勲等、功級は正五位勲三等功四級。

## 経歴
石川県金沢市に於いて、旧加賀藩士矢木新治の長男として生まれる。幼少にして志を立て、単身で上京。陸軍幼年学校に入学。1892年（明治25年）陸軍士官学校第3期卒業。1900年（明治33年）陸軍大学校第14期卒業。
日清戦争・日露戦争に出征。1910年（明治43年）10月に歩兵第43連隊長を経て、翌月、陸軍歩兵大佐に昇進。その後、1914年（大正3年）1月に歩兵第37連隊長を経て、1915年（大正4年）8月に陸軍少将に昇進と同時に予備役に編入した。
退役後は、加越能育英社の幹部として郷土に尽くし、財団法人帝国飛行協会の役員として民間飛行の発展に尽くした。この他第二中外印刷、中外印刷各社長などを歴任した。
1947年（昭和22年）11月28日、公職追放仮指定を受けた。

## 栄典
位階
- 正五位[4]

勲章等
- 勲三等瑞宝章[4]
- 勲四等旭日小綬章[4]
- 功四級金鵄勲章[4]